# Освит (часопис)
Освит је часопис за књижевност, уметност и културу, који је излазио од 1991. до 1999. године у Лесковцу.

## О часопису
Први број часописа изашао је у штампи Графичког предузећа Графика из Пирота 1991. године и излазио је до октобра 1999. године. Оснивач часописа био је Општински фонд за финансирање културе у Лесковцу, а издавач Новинско-издавачка установа „Наша реч“. Главни уредник био је Саша Хаџи Танчић. Часопис је излазио у распону од по дванаест бројева или како је то редакција дефинисала по годовима. Прва свеска трећег года остала је у рукопису, иако је требало да се појави поводом десет година од оснивања часописа.

## Тематика
- Књижевност
- Уметност
- Култура

Часопис је на својим страницама доносио прилоге из области књижевно-уметничког стварања, књижевне и ликовне естетике, преведена дела, дела из домаће и светске баштине, књижевне приказе. У посебном блоку публиковани су ликовни прилози југословенских аутора. Следећи једно од својих основних програмских настојања, а то је подстицање и афирмација стваралаштва у средини у којој је излазио, у часопису су редовно били заступљени и прилози завичајних аутора као и неафирмисаних ствараоца из Лесковца и са југа Србије. 

### Рубрике
Часопис је од првог броја имао две сталне рубрике.
- Време, простор, људи
- Свитак

## Уредништво
- Михајло Дедић (одговорни уредник)
- Саша Хаџи Танчић (главни уредник)
- Душан Јањић
- Тихомир Петровић
- Срђан Марковић

Последња три броја часописа су уређивали: Михајло Дедић, Саша Хаџи Танчић, мр Срђан Марковић, Николај Тимченко, Милена Стојановић, Ђура Радосављевић и Станко Миљковић.

## Формат, обим и тираж
Димензије су 24 x 16 cm, једино бр.13/14 има формат 20,5 x 14,5 cm. Тираж је 1.000 примерака. Последњи број имао је тираж 600 примерака. 

## Писмо
Ћирилично.

## Штампарије
- Графичко предузеће Графика (Пирот) – од бр. 1 до бр. 3
- Напредак (Лесковац) – од бр. 4 до бр. 21
- МВ графика(Београд) - бројеве 15 и 16
- Цицеро (Лесковац) – бројеве 22 и 23/24

## Периодичност излажења
Замишљено је било да часопис излази шест пута годишње, у двомесечним свескама. Међутим, часопис је од самог почетка нередовно излазио искључиво из финансијских разлога због чега је и престао са излажењем.

## Преглед објављених бројева
- Год. I (1991); бр.1, бр.2, бр.3
- Год. II (1992); бр.4, бр.5/6, бр.7/8
- Год. III (1993); бр.9
- Год. IV (1994); бр.10, бр. 11
- Год. V (1995); бр.12
- Год. VI (1996); бр.13/14, бр.15, бр.16, бр.17/18
- Год. VII (1997); бр.19, бр.20
- Год. VIII(1998); бр.21, бр.22
- Год. IX (1999); бр.23/24